# Top 14 2018-19
El campeonato de rugby XV de Francia de 2018-19, más conocido como Top 14 2018-19 fue la 120.ª edición del campeonato francés de rugby union. En este campeonato se enfrentan los catorce mejores equipos de Francia.
El último campeón del Top 14 es el Castres Olympique que venció al Montpellier HRC por 29-13 en la final disputada en el Parc Olympique Lyonnais.
Los dos equipos que ascendieron del ProD2 son USA Perpignan y FC Grenoble. Mientras que US Oyonnax y CA Brive perdieron su plaza en el Top 14 y jugaran en la segunda categoría del rugby francés.

## Equipos participantes
| Equipo                | Ciudad           | Estadio                                       | Capacidad     | Entrenador(es)                                                                  |
| --------------------- | ---------------- | --------------------------------------------- | ------------- | ------------------------------------------------------------------------------- |
| SU Agen               | Agén             | Stade Armandie                                | 14 000        | Philippe Sella Stéphane Prosper Mauricio Reggiardo                              |
| Union Bordeaux Bègles | Burdeos          | Stade Jacques Chaban-Delmas Matmut Atlantique | 34 694 42 115 | Rory Teague Luke Narraway Joe Worsley Jean-Baptiste Poux                        |
| Castres Olympique     | Castres          | Stade Pierre-Fabre                            | 11 500        | Christophe Urios Joe El Abd Frédéric Charrier                                   |
| ASM Clermont          | Clermont-Ferrand | Parc des Sports Marcel Michelin               | 19 022        | Franck Azéma Bernard Goutta Didier Bès Xavier Sadourny                          |
| FC Grenoble           | Grenoble         | Stade des Alpes                               | 20 068        | Stéphane Glas Dewald Senekal                                                    |
| Lyon OU               | Lyon             | Estadio Gerland                               | 25 000        | Pierre Mignoni Karim Ghezal Kendrick Lynn David Attoub                          |
| Montpellier HRC       | Montpellier      | Stade Yves-du-Manoir                          | 15 697        | Vern Cotter Nathan Hines Alex King                                              |
| USA Perpignan         | Perpiñán         | Stade Aimé Giral                              | 14 593        | Christian Lanta Perry Freshwater Patrick Arlettaz                               |
| Racing 92             | Nanterre         | U-Arena                                       | 30 681        | Laurent Travers Laurent Labit Chris Masoe                                       |
| Section Paloise       | Pau              | Estadio du Hameau                             | 18 000        | Simon Mannix Carl Hayman Frédéric Manca                                         |
| Stade Français        | París            | Estadio Jean-Bouin                            | 20 000        | Heyneke Meyer Pieter de Villiers Paul O'Connell Mike Prendergast John McFarland |
| Stade Rochelais       | La Rochelle      | Stade Marcel-Deflandre                        | 15 000        | Jono Gibbes Grégory Patat Xavier Garbajosa Akvsenti Giorgadze                   |
| Stade Toulousain      | Toulouse         | Stade Ernest-Wallon                           | 19 500        | Ugo Mola Régis Sonnes William Servat Jean Bouilhou Clément Poitrenaud           |
| RC Toulon             | Toulon           | Stade Mayol                                   | 18 000        | Patrice Collazo Juan Fernández Lobbe Sébastien Tillous-Borde                    |

### Equipos por regiones
En Francia los equipos más veteranos de la competición pertenecen a la región de la Isla de Francia, pero actualmente son los equipos de la región del mediodía francés los que más presencia tienen, siendo 12 de los 14 equipos que participan en esta competición de la zona sur del país, mientras que los dos restantes pertenecen a la citada Isla de Francia.
| Región | N.º | Equipos                                          | Mapa |
| --- | --- | ------------------------------------------------ | --- |
| Nueva Aquitania | 4   | Agen Bordeaux Bègles Section Paloise La Rochelle | \| Agen Section Paloise Lyon OU Castres Stade Français Racing 92 Montpellier HRC RC Toulon USA Perpignan Stade Toulousain Union Bordeaux Bègles ASM Clermont Stade Rochelais FC Grenoble \| |
| Occitania | 4   | Castres Montpellier Perpignan Stade Toulousain   | \| Agen Section Paloise Lyon OU Castres Stade Français Racing 92 Montpellier HRC RC Toulon USA Perpignan Stade Toulousain Union Bordeaux Bègles ASM Clermont Stade Rochelais FC Grenoble \| |
| AURA | 3   | ASM Clermont Grenoble Lyon OU                    | \| Agen Section Paloise Lyon OU Castres Stade Français Racing 92 Montpellier HRC RC Toulon USA Perpignan Stade Toulousain Union Bordeaux Bègles ASM Clermont Stade Rochelais FC Grenoble \| |
| Isla de Francia | 2   | Racing 92 Stade Français                         | \| Agen Section Paloise Lyon OU Castres Stade Français Racing 92 Montpellier HRC RC Toulon USA Perpignan Stade Toulousain Union Bordeaux Bègles ASM Clermont Stade Rochelais FC Grenoble \| |
| PACA | 1   | RC Toulon                                        | \| Agen Section Paloise Lyon OU Castres Stade Français Racing 92 Montpellier HRC RC Toulon USA Perpignan Stade Toulousain Union Bordeaux Bègles ASM Clermont Stade Rochelais FC Grenoble \| |
| Agen Section Paloise Lyon OU Castres Stade Français Racing 92 Montpellier HRC RC Toulon USA Perpignan Stade Toulousain Union Bordeaux Bègles ASM Clermont Stade Rochelais FC Grenoble |     |                                                  | |

## Clasificación
Actualizado a últimos partidos disputados el 25 de mayo de 2019 (26.ª Jornada).
|  |     | Equipos          |               | PJ | PG | PE | PP | PF  | PC  | Dif  | PBO | PBD | Pts |
|  | --- | ---------------- | ------------- | -- | -- | -- | -- | --- | --- | ---- | --- | --- | --- |
|  | 1.  | Stade Toulousain | Sin cambios   | 26 | 21 | 2  | 3  | 820 | 506 | +314 | 9   | 1   | 98  |
|  | 2.  | Clermont         | Sin cambios   | 26 | 16 | 3  | 7  | 821 | 528 | +293 | 9   | 4   | 83  |
|  | 3.  | Lyon             | Crecimiento   | 26 | 17 | 1  | 8  | 683 | 525 | +158 | 7   | 1   | 78  |
|  | 4.  | Racing 92        | Crecimiento   | 26 | 15 | 1  | 10 | 743 | 563 | +180 | 8   | 4   | 74  |
|  | 5.  | La Rochelle      | Decrecimiento | 26 | 16 | 0  | 10 | 719 | 616 | +103 | 6   | 1   | 71  |
|  | 6.  | Montpellier      | Crecimiento   | 26 | 14 | 1  | 11 | 659 | 546 | +113 | 6   | 6   | 70  |
|  | 7.  | Castres (T)      | Decrecimiento | 26 | 15 | 0  | 11 | 508 | 499 | +9   | 3   | 5   | 68  |
|  | 8.  | Stade Français   | Decrecimiento | 26 | 14 | 0  | 12 | 583 | 579 | +4   | 4   | 4   | 64  |
|  | 9.  | Toulon           | Sin cambios   | 26 | 12 | 0  | 14 | 572 | 542 | +30  | 6   | 3   | 57  |
|  | 10. | Bordeaux Bègles  | Sin cambios   | 26 | 12 | 1  | 13 | 613 | 711 | —98  | 4   | 3   | 57  |
|  | 11. | Section Paloise  | Crecimiento   | 26 | 9  | 0  | 17 | 501 | 756 | —255 | 2   | 5   | 43  |
|  | 12. | Agen             | Decrecimiento | 26 | 8  | 1  | 17 | 431 | 654 | —223 | 0   | 4   | 38  |
|  | 13. | Grenoble (P)     | Decrecimiento | 26 | 5  | 2  | 19 | 444 | 691 | —247 | 0   | 5   | 29  |
|  | 14. | Perpignan (P)    | Sin cambios   | 26 | 2  | 0  | 24 | 433 | 814 | —381 | 0   | 4   | 12  |

Pts = Puntos totales; PJ = Partidos Jugados; G = Partidos Ganados; E = Partidos Empatados; P = Partidos Perdidos; PF = Puntos a favor; PC = Puntos en contra; Dif = Diferencia de puntos; PBO = Bonus ofensivos; PBD = Bonus defensivos
|  | Campeón 2018-19                                                                      |
|  | Clasificados directamente a semifinales y promovidos para la Copa de Europa 2019/20. |
|  | Clasificados para la reclasificación y promovidos para la Copa de Europa 2019/20.    |
|  | Clasificado para la fase de clasificación de la Copa de Europa 2019/20.              |
|  | Repechaje con finalista de la ProD2                                                  |
|  | Descenso a ProD2                                                                     |
|  | (T) Campeón 2017/18                                                                  |
|  | (P) Ascensos de ProD2 para esta temporada.                                           |

## Resultados

### Primera fase
| 1.ª jornada | 1.ª jornada                     | 1.ª jornada                       | 1.ª jornada |
| Fecha       | Estadio                         | Partido                           | Resultado   |
| ----------- | ------------------------------- | --------------------------------- | ----------- |
| 25-08-18    | Stade Aimé Giral                | Perpignan - Stade Français        | 15-46       |
| 25-08-18    | Stade Marcel-Deflandre          | La Rochelle - Grenoble            | 28-21       |
| 25-08-18    | Parc des Sports Marcel Michelin | Clermont - Agen                   | 67-23       |
| 25-08-18    | Stade Jacques Chaban-Delmas     | Bordeaux-Bègles - Section Paloise | 41-19       |
| 25-08-18    | Stade Gerland                   | Lyon - Stade Toulousain           | 16-16       |
| 25-08-18    | Stade Mayol                     | Toulon - Racing 92                | 9-25        |
| 26-08-18    | Stade Yves-du-Manoir            | Montpellier - Castres             | 20-25       |

| 3.ª jornada | 3.ª jornada                     | 3.ª jornada                    | 3.ª jornada |
| Fecha       | Estadio                         | Partido                        | Resultado   |
| ----------- | ------------------------------- | ------------------------------ | ----------- |
| 08-09-18    | Stade Jacques Chaban-Delmas     | Bordeaux-Bègles - Montpellier  | 9-9         |
| 08-09-18    | Stade Ernest-Wallon             | Stade Toulousain - La Rochelle | 33-26       |
| 08-09-18    | U-Arena                         | Racing 92 - Agen               | 59-7        |
| 08-09-18    | Stade Aimé Giral                | Perpignan - Lyon               | 16-22       |
| 08-09-18    | Parc des Sports Marcel Michelin | Clermont - Stade Français      | 42-20       |
| 09-09-18    | Stade des Alpes                 | Grenoble - Section Paloise     | 21-24       |
| 09-09-18    | Stade Mayol                     | Toulon - Castres               | 28-27       |

| 5.ª jornada | 5.ª jornada                 | 5.ª jornada                      | 5.ª jornada |
| Fecha       | Estadio                     | Partido                          | Resultado   |
| ----------- | --------------------------- | -------------------------------- | ----------- |
| 22-09-18    | Stade Jacques Chaban-Delmas | Bordeaux-Bègles - Clermont       | 23-19       |
| 22-09-18    | Stade Marcel-Deflandre      | La Rochelle - Lyon               | 30-13       |
| 22-09-18    | Stade Mayol                 | Toulon - Agen                    | 33-3        |
| 22-09-18    | Stade des Alpes             | Grenoble - Perpignan             | 31-22       |
| 22-09-18    | U-Arena                     | Racing 92 - Castres              | 27-11       |
| 23-09-18    | Stade du Hameau             | Section Paloise - Stade Français | 13-25       |
| 23-09-18    | Stade Yves-du-Manoir        | Montpellier - Stade Toulousain   | 66-15       |

| 7.ª jornada | 7.ª jornada            | 7.ª jornada                 | 7.ª jornada |
| Fecha       | Estadio                | Partido                     | Resultado   |
| ----------- | ---------------------- | --------------------------- | ----------- |
| 06-10-18    | Stade Marcel-Deflandre | La Rochelle - Clermont      | 16-12       |
| 06-10-18    | Stade des Alpes        | Grenoble - Bordeaux-Bègles  | 28-25       |
| 06-10-18    | Stade du Hameau        | Section Paloise - Perpignan | 12-9        |
| 06-10-18    | U-Arena                | Racing 92 - Lyon            | 13-19       |
| 06-10-18    | Stade Ernest-Wallon    | Stade Toulousain - Agen     | 10-0        |
| 07-10-18    | Stade Pierre-Fabre     | Castres - Stade Français    | 9-14        |
| 07-10-18    | Stade Yves-du-Manoir   | Montpellier- Toulon         | 29-17       |

| 9.ª jornada | 9.ª jornada            | 9.ª jornada                        | 9.ª jornada |
| Fecha       | Estadio                | Partido                            | Resultado   |
| ----------- | ---------------------- | ---------------------------------- | ----------- |
| 03-11-18    | Stade Pierre-Fabre     | Castres - Section Paloise          |             |
| 03-11-18    | Stade Ernest-Wallon    | Stade Toulousain - Bordeaux-Bègles |             |
| 03-11-18    | Stade des Alpes        | Grenoble - Clermont                |             |
| 03-11-18    | Stade Mayol            | Toulon - Perpignan                 |             |
| 03-11-18    | Stade Marcel-Deflandre | La Rochelle - Agen                 |             |
| 04-11-18    | Stade Gerland          | Lyon - Stade Français              |             |
| 04-11-18    | Stade Yves-du-Manoir   | Montpellier - Racing 92            |             |

| 11.ª jornada | 11.ª jornada           | 11.ª jornada                      | 11.ª jornada |
| Fecha        | Estadio                | Partido                           | Resultado    |
| ------------ | ---------------------- | --------------------------------- | ------------ |
| 01-12-18     | Stade Pierre-Fabre     | Castres - Agen                    |              |
| 01-12-18     | Stade Ernest-Wallon    | Stade Toulousain - Stade Français |              |
| 01-12-18     | Stade Yves-du-Manoir   | Montpellier - Clermont            |              |
| 01-12-18     | Stade Mayol            | Toulon - Grenoble                 |              |
| 01-12-18     | Stade Aimé Giral       | Perpignan - Bordeaux-Bègles       |              |
| 01-12-18     | Stade Marcel-Deflandre | La Rochelle - Racing 92           |              |
| 01-12-18     | Stade Gerland          | Lyon - Section Paloise            |              |

| 13.ª jornada | 13.ª jornada                | 13.ª jornada                  | 13.ª jornada |
| Fecha        | Estadio                     | Partido                       | Resultado    |
| ------------ | --------------------------- | ----------------------------- | ------------ |
| 29-12-18     | Stade Jacques Chaban-Delmas | Bordeaux-Bègles - Racing 92   |              |
| 29-12-18     | Stade Ernest-Wallon         | Stade Toulousain - Toulon     |              |
| 29-12-18     | Stade Yves-du-Manoir        | Montpellier - Section Paloise |              |
| 29-12-18     | Stade Marcel-Deflandre      | La Rochelle - Castres         |              |
| 29-12-18     | Stade Jean-Bouin            | Stade Français - Grenoble     |              |
| 29-12-18     | Stade Aimé Giral            | Perpignan - Clermont          |              |
| 29-12-18     | Stade Gerland               | Lyon - Agen                   |              |

| 15.ª jornada | 15.ª jornada                | 15.ª jornada                | 15.ª jornada |
| Fecha        | Estadio                     | Partido                     | Resultado    |
| ------------ | --------------------------- | --------------------------- | ------------ |
| 26-01-19     | Stade Jacques Chaban-Delmas | Bordeaux-Bègles - Agen      |              |
| 26-01-19     | Stade Ernest-Wallon         | Stade Toulousain - Grenoble |              |
| 26-01-19     | Stade Gerland               | Lyon - Racing 92            |              |
| 26-01-19     | Stade Mayol                 | Toulon - Stade Fraçais      |              |
| 26-01-19     | Stade Aimé Giral            | Perpignan - Section Paloise |              |
| 26-01-19     | Stade Marcel-Deflandre      | La Rochelle - Montpellier   |              |
| 26-01-19     | Stade Pierre-Fabre          | Castres - Clermont          |              |

| 17.ª jornada | 17.ª jornada                | 17.ª jornada                   | 17.ª jornada |
| Fecha        | Estadio                     | Partido                        | Resultado    |
| ------------ | --------------------------- | ------------------------------ | ------------ |
| 23-02-19     | Stade Jacques Chaban-Delmas | Bordeaux-Bègles - Grenoble     |              |
| 23-02-19     | Stade Ernest-Wallon         | Stade Toulousain - Montpellier |              |
| 23-02-19     | Stade Gerland               | Lyon - Clermont                |              |
| 23-02-19     | Stade Mayol                 | Toulon - Section Paloise       |              |
| 23-02-19     | Stade Aimé Giral            | Perpignan - Agen               |              |
| 23-02-19     | Stade Marcel-Deflandre      | La Rochelle - Stade Français   |              |
| 23-02-19     | Stade Pierre-Fabre          | Castres - Racing 92            |              |

| 19.ª jornada | 19.ª jornada                    | 19.ª jornada                     | 19.ª jornada |
| Fecha        | Estadio                         | Partido                          | Resultado    |
| ------------ | ------------------------------- | -------------------------------- | ------------ |
| 16-03-19     | Stade Armandie                  | Agen - La Rochelle               |              |
| 16-03-19     | Stade Ernest-Wallon             | Stade Toulousain - Lyon          |              |
| 16-03-19     | Stade Pierre-Fabre              | Castres - Perpignan              |              |
| 16-03-19     | Stade Mayol                     | Toulon - Montpellier             |              |
| 16-03-19     | Parc des Sports Marcel Michelin | Clermont - Section Paloise       |              |
| 16-03-19     | Stade des Alpes                 | Grenoble - Racing 92             |              |
| 16-03-19     | Stade Jacques Chaban-Delmas     | Bordeaux-Bègles - Stade Français |              |

| 21.ª jornada | 21.ª jornada                    | 21.ª jornada                | 21.ª jornada |
| Fecha        | Estadio                         | Partido                     | Resultado    |
| ------------ | ------------------------------- | --------------------------- | ------------ |
| 06-04-19     | Stade Jacques Chaban-Delmas     | Bordeaux-Bègles - Perpignan |              |
| 06-04-19     | Stade Mayol                     | Toulon - Stade Toulousain   |              |
| 06-04-19     | Parc des Sports Marcel Michelin | Clermont - Racing 92        |              |
| 06-04-19     | Stade du Hameau                 | Section Paloise - Lyon      |              |
| 06-04-19     | Stade des Alpes                 | Grenoble - Stade Français   |              |
| 06-04-19     | Stade Yves-du-Manoir            | Montpellier - Agen          |              |
| 06-04-19     | Stade Pierre-Fabre              | Castres - La Rochelle       |              |

| 23.ª jornada | 23.ª jornada         | 23.ª jornada                | 23.ª jornada |
| Fecha        | Estadio              | Partido                     | Resultado    |
| ------------ | -------------------- | --------------------------- | ------------ |
| 27-04-19     | Stade Armandie       | Agen - Lyon                 | 25-15        |
| 27-04-19     | Stade Aimé Giral     | Perpignan - La Rochelle     | 29-51        |
| 27-04-19     | Stade Yves-du-Manoir | Montpellier - Grenoble      | 47-12        |
| 27-04-19     | Stade du Hameau      | Section Paloise - Racing 92 | 29-27        |
| 27-04-19     | Stade Pierre-Fabre   | Castres - Stade Toulousain  | 20-21        |
| 28-04-19     | Stade Mayol          | Toulon - Bordeaux-Bègles    | 45-17        |
| 28-04-19     | Stade Jean-Bouin     | Stade Français - Clermont   | 25-41        |

| 25.ª jornada | 25.ª jornada                | 25.ª jornada                       | 25.ª jornada |
| Fecha        | Estadio                     | Partido                            | Resultado    |
| ------------ | --------------------------- | ---------------------------------- | ------------ |
| 18-05-19     | Stade Armandie              | Agen - Castres                     | 10-17        |
| 18-05-19     | Stade Aimé Giral            | Perpignan - Racing 92              | 14-52        |
| 18-05-19     | Stade Gerland               | Lyon - La Rochelle                 | 29-19        |
| 18-05-19     | Stade du Hameau             | Section Paloise - Grenoble         | 22-0         |
| 19-05-19     | Stade Yves-du-Manoir        | Montpellier - Stade Français       | 42-25        |
| 19-05-19     | Stade Mayol                 | Toulon - Clermont                  | 32-11        |
| 19-05-19     | Stade Jacques Chaban-Delmas | Bordeaux-Bègles - Stade Toulousain | 36-43        |

| 2.ª jornada | 2.ª jornada          | 2.ª jornada                      | 2.ª jornada |
| Fecha       | Estadio              | Partido                          | Resultado   |
| ----------- | -------------------- | -------------------------------- | ----------- |
| 01-09-18    | Stade du Hameau      | Section Paloise - Toulon         | 20-10       |
| 01-09-18    | Stade Jean-Bouin     | Stade Français - Bordeaux-Bègles | 20-8        |
| 01-09-18    | Stade Yves-du-Manoir | Montpellier - La Rochelle        | 36-14       |
| 01-09-18    | Stade Pierre-Fabre   | Castres - Lyon                   | 19-16       |
| 01-09-18    | Stade des Alpes      | Grenoble - Stade Toulousain      | 20-23       |
| 02-09-18    | Stade Armandie       | Agen - Perpignan                 | 25-23       |
| 02-09-18    | U-Arena              | Racing 92 - Clermont             | 17-40       |

| 4.ª jornada | 4.ª jornada            | 4.ª jornada                  | 4.ª jornada |
| Fecha       | Estadio                | Partido                      | Resultado   |
| ----------- | ---------------------- | ---------------------------- | ----------- |
| 15-09-18    | Stade Gerland          | Lyon - Montpellier           | 55-13       |
| 15-09-18    | Stade du Hameau        | Section Paloise - Clermont   | 23-27       |
| 15-09-18    | Stade Pierre-Fabre     | Castres - Grenoble           | 29-13       |
| 15-09-18    | Stade Armandie         | Agen - Bordeaux Bègles       | 22-17       |
| 15-09-18    | Stade Ernest-Wallon    | Stade Toulousain - Racing 92 | 30-17       |
| 16-09-18    | Stade Marcel-Deflandre | La Rochelle - Perpignan      | 37-10       |
| 16-09-18    | Stade Jean-Bouin       | Stade Français - Toulon      | 37-10       |

| 6.ª jornada | 6.ª jornada                     | 6.ª jornada                   | 6.ª jornada |
| Fecha       | Estadio                         | Partido                       | Resultado   |
| ----------- | ------------------------------- | ----------------------------- | ----------- |
| 29-09-18    | Stade Ernest-Wallon             | Stade Toulousain - Castres    | 22-26       |
| 29-09-18    | Stade Armandie                  | Agen - Section Paloise        | 25-28       |
| 29-09-18    | Stade Jacques Chaban-Delmas     | Bordeaux-Bègles - La Rochelle | 34-22       |
| 29-09-18    | Stade Aimé Giral                | Perpignan - Montpellier       | 20-23       |
| 29-09-18    | Stade Gerland                   | Lyon - Grenoble               | 34-6        |
| 29-09-18    | Parc des Sports Marcel Michelin | Clermont - Toulon             | 28-8        |
| 30-09-18    | Stade Jean-Bouin                | Stade Français - Racing 92    | 16-17       |

| 8.ª jornada | 8.ª jornada                     | 8.ª jornada                  | 8.ª jornada |
| Fecha       | Estadio                         | Partido                      | Resultado   |
| ----------- | ------------------------------- | ---------------------------- | ----------- |
| 27-10-18    | Stade Armandie                  | Agen - Grenoble              |             |
| 27-10-18    | U-Arena                         | Racing 92 - Section Paloise  |             |
| 27-10-18    | Parc des Sports Marcel Michelin | Clermont - Castres           |             |
| 27-10-18    | Stade Aimé Giral                | Perpignan - Stade Toulousain |             |
| 27-10-18    | Stade Jean-Bouin                | Stade Français - Montpellier |             |
| 28-10-18    | Stade Mayol                     | Toulon - La Rochelle         |             |
| 28-10-18    | Stade Jacques Chaban-Delmas     | Bordeaux-Bègles - Lyon       |             |

| 10.ª jornada | 10.ª jornada                    | 10.ª jornada                       | 10.ª jornada |
| Fecha        | Estadio                         | Partido                            | Resultado    |
| ------------ | ------------------------------- | ---------------------------------- | ------------ |
| 24-11-18     | Stade Armandie                  | Agen - Montpellier                 |              |
| 24-11-18     | U-Arena                         | Racing 92 - Grenoble               |              |
| 24-11-18     | Parc des Sports Marcel Michelin | Clermont - Lyon                    |              |
| 24-11-18     | Stade Aimé Giral                | Perpignan - Castres                |              |
| 24-11-18     | Stade Jean-Bouin                | Stade Français - La Rochelle       |              |
| 24-11-18     | Stade du Hameau                 | Section Paloise - Stade Toulousain |              |
| 24-11-18     | Stade Jacques Chaban-Delmas     | Bordeaux-Bègles - Toulon           |              |

| 12.ª jornada | 12.ª jornada                    | 12.ª jornada                  | 12.ª jornada |
| Fecha        | Estadio                         | Partido                       | Resultado    |
| ------------ | ------------------------------- | ----------------------------- | ------------ |
| 22-12-18     | Stade Armandie                  | Agen - Stade Français         |              |
| 22-12-18     | Stade Mayol                     | Toulon - Lyon                 |              |
| 22-12-18     | Parc des Sports Marcel Michelin | Clermont - Stade Toulousain   |              |
| 22-12-18     | U-Arena                         | Racing 92 - Perpignan         |              |
| 22-12-18     | Stade des Alpes                 | Grenoble - Montpellier        |              |
| 22-12-18     | Stade du Hameau                 | Section Paloise - La Rochelle |              |
| 22-12-18     | Stade Pierre-Fabre              | Castres - Bordeaux-Bègles     |              |

| 14.ª jornada | 14.ª jornada                    | 14.ª jornada                      | 14.ª jornada |
| Fecha        | Estadio                         | Partido                           | Resultado    |
| ------------ | ------------------------------- | --------------------------------- | ------------ |
| 05-01-19     | Stade Armandie                  | Agen - Stade Toulousain           |              |
| 05-01-19     | U-Arena                         | Racing 92 - Toulon                |              |
| 05-01-19     | Stade des Alpes                 | Grenoble - Castres                |              |
| 05-01-19     | Stade du Hameau                 | Section Paloise - Bordeaux-Bègles |              |
| 05-01-19     | Stade Yves-du-Manoir            | Montpellier - Lyon                |              |
| 05-01-19     | Stade Jean-Bouin                | Stade Français - Perpignan        |              |
| 05-01-19     | Parc des Sports Marcel Michelin | Clermont - La Rochelle            |              |

| 16.ª jornada | 16.ª jornada                    | 16.ª jornada                 | 16.ª jornada |
| Fecha        | Estadio                         | Partido                      | Resultado    |
| ------------ | ------------------------------- | ---------------------------- | ------------ |
| 16-02-19     | Stade Armandie                  | Agen - Toulon                |              |
| 16-02-19     | U-Arena                         | Racing 92 - Stade Toulousain |              |
| 16-02-19     | Stade des Alpes                 | Grenoble - La Rochelle       |              |
| 16-02-19     | Stade du Hameau                 | Section Paloise - Castres    |              |
| 16-02-19     | Stade Yves-du-Manoir            | Montpellier - Perpignan      |              |
| 16-02-19     | Stade Jean-Bouin                | Stade Français - Lyon        |              |
| 16-02-19     | Parc des Sports Marcel Michelin | Clermont - Bordeaux-Bègles   |              |

| 18.ª jornada | 18.ª jornada                    | 18.ª jornada                      | 18.ª jornada |
| Fecha        | Estadio                         | Partido                           | Resultado    |
| ------------ | ------------------------------- | --------------------------------- | ------------ |
| 02-03-19     | Parc des Sports Marcel Michelin | Clermont - Grenoble               |              |
| 02-03-19     | U-Arena                         | Racing 92 - La Rochelle           |              |
| 02-03-19     | Stade Yves-du-Manoir            | Montpellier - Bordeaux-Bègles     |              |
| 02-03-19     | Stade Aimé Giral                | Perpignan - Toulon                |              |
| 02-03-19     | Stade Jean-Bouin                | Stade Français - Stade Toulousain |              |
| 02-03-19     | Stade du Hameau                 | Section Paloise - Agen            |              |
| 02-03-19     | Stade Gerland                   | Lyon - Castres                    |              |

| 20.ª jornada | 20.ª jornada           | 20.ª jornada                   | 20.ª jornada |
| Fecha        | Estadio                | Partido                        | Resultado    |
| ------------ | ---------------------- | ------------------------------ | ------------ |
| 23-03-19     | Stade Armandie         | Agen - Clermont                |              |
| 23-03-19     | Stade Marcel-Deflandre | La Rochelle - Stade Toulousain |              |
| 23-03-19     | Stade Jean-Bouin       | Stade Français - Castres       |              |
| 23-03-19     | U-Arena                | Racing 92 - Bordeaux-Bègles    |              |
| 23-03-19     | Stade du Hameau        | Section Paloise - Montpellier  |              |
| 23-03-19     | Stade Aimé Giral       | Perpignan - Grenoble           |              |
| 23-03-19     | Stade Gerland          | Lyon - Toulon                  |              |

| 22.ª jornada | 22.ª jornada                | 22.ª jornada                  | 22.ª jornada |
| Fecha        | Estadio                     | Partido                       | Resultado    |
| ------------ | --------------------------- | ----------------------------- | ------------ |
| 13-04-19     | Stade Jacques Chaban-Delmas | Bordeaux-Bègles - Castres     |              |
| 13-04-19     | Stade Ernest-Wallon         | Stade Toulousain - Clermont   |              |
| 13-04-19     | Stade Gerland               | Lyon - Perpignan              |              |
| 13-04-19     | Stade Marcel-Deflandre      | La Rochelle - Section Paloise |              |
| 13-04-19     | Stade Jean-Bouin            | Stade Français - Agen         |              |
| 13-04-19     | U-Arena                     | Racing 92 - Montpellier       |              |
| 13-04-19     | Stade des Alpes             | Grenoble - Toulon             |              |

| 24.ª jornada | 24.ª jornada                    | 24.ª jornada                       | 24.ª jornada |
| Fecha        | Estadio                         | Partido                            | Resultado    |
| ------------ | ------------------------------- | ---------------------------------- | ------------ |
| 04-05-19     | Stade Pierre-Fabre              | Castres - Montpellier              | 9-12         |
| 04-05-19     | Stade Ernest-Wallon             | Stade Toulousain - Section Paloise | 83-6         |
| 04-05-19     | Stade des Alpes                 | Grenoble - Agen                    | 11-29        |
| 04-05-19     | Stade Marcel-Deflandre          | La Rochelle - Toulon               | 30-21        |
| 04-05-19     | Parc des Sports Marcel Michelin | Clermont - Perpignan               | 35-13        |
| 05-05-19     | U-Arena                         | Racing 92 - Stade Français         | 23-27        |
| 05-05-19     | Stade Gerland                   | Lyon - Bordeaux-Bègles             | 34-10        |

| 26.ª jornada | 26.ª jornada                    | 26.ª jornada                     | 26.ª jornada |
| Fecha        | Estadio                         | Partido                          | Resultado    |
| ------------ | ------------------------------- | -------------------------------- | ------------ |
| 25-05-19     | Stade Armandie                  | Agen - Racing 92                 |              |
| 25-05-19     | Stade Ernest-Wallon             | Stade Toulousain - Perpignan     |              |
| 25-05-19     | Parc des Sports Marcel Michelin | Clermont - Montpellier           |              |
| 25-05-19     | Stade Marcel-Deflandre          | La Rochelle - Bordeaux-Bègles    |              |
| 25-05-19     | Stade des Alpes                 | Grenoble - Lyon                  |              |
| 25-05-19     | Stade Jean-Bouin                | Stade Français - Section Paloise |              |
| 25-05-19     | Stade Pierre-Fabre              | Castres - Toulon                 |              |

#### Cuadro de resultados
| Clubs            | AGE   | UBB   | CAS   | CLE   | GRE   | LOU   | MHR   | PER   | SFR   | PAU   | RAC   | ROC   | RCT   | TOU   |
| ---------------- | ----- | ----- | ----- | ----- | ----- | ----- | ----- | ----- | ----- | ----- | ----- | ----- | ----- | ----- |
| Agen             |       | 22-17 | 10-17 | 13-28 | 9-9   | 25-15 | 15-18 | 6-19  | 25-28 | 25-23 | 3-35  | 19-7  | 19-10 | 20-27 |
| Bordeaux Bègles  | 25-17 |       | 12-16 | 23-19 | 47-31 | 35-13 | 9-9   | 26-12 | 41-19 | 31-22 | 40-7  | 34-22 | 36-25 | 36-43 |
| Castres          | 13-16 | 13-32 |       | 24-16 | 29-13 | 19-16 | 9-12  | 9-14  | 37-10 | 36-17 | 18-9  | 25-11 | 16-25 | 20-21 |
| Clermont         | 67-23 | 40-20 | 41-6  |       | 52-17 | 31-11 | 27-28 | 42-20 | 27-14 | 35-13 | 31-31 | 44-19 | 28-8  | 20-20 |
| Grenoble         | 11-29 | 28-25 | 6-16  | 27-27 |       | 23-24 | 17-16 | 21-17 | 21-24 | 31-22 | 16-34 | 21-28 | 19-18 | 20-23 |
| Lyon             | 52-20 | 34-10 | 15-23 | 19-13 | 34-6  |       | 55-13 | 41-6  | 30-10 | 47-9  | 32-11 | 29-19 | 42-33 | 16-16 |
| Montpellier      | 33-17 | 37-10 | 20-25 | 23-28 | 47-12 | 14-25 |       | 42-25 | 41-13 | 10-28 | 13-27 | 36-14 | 29-17 | 66-15 |
| Perpignan        | 13-20 | 11-22 | 12-16 | 16-37 | 22-16 | 16-22 | 20-23 | 15-46 | 24-30 |       | 14-52 | 29-49 | 11-24 | 18-36 |
| Stade Français   | 25-22 | 20-8  | 32-16 | 25-41 | 23-20 | 13-24 | 25-20 |       | 31-17 | 27-8  | 16-17 | 12-14 | 37-10 | 9-28  |
| Section Paloise  | 27-17 | 40-23 | 9-14  | 23-27 | 22-0  | 24-27 | 14-25 | 13-25 |       | 12-9  | 29-27 | 23-28 | 20-10 | 13-15 |
| Racing 92        | 59-7  | 45-27 | 27-11 | 17-40 | 24-23 | 13-19 | 26-25 | 23-27 | 48-28 | 64-28 |       | 50-14 | 22-13 | 29-34 |
| La Rochelle      | 33-29 | 81-12 | 53-27 | 16-12 | 28-21 | 30-13 | 27-25 | 14-27 | 71-21 | 37-10 | 16-11 |       | 30-21 | 19-23 |
| Toulon           | 33-3  | 45-17 | 28-27 | 32-11 | 22-3  | 40-7  | 18-21 | 33-30 | 38-11 | 26-16 | 9-25  | 9-13  |       | 25-10 |
| Stade Toulousain | 10-0  | 40-0  | 22-26 | 47-44 | 29-16 | 53-21 | 27-14 | 49-20 | 83-6  | 47-7  | 30-17 | 33-26 | 39-0  |       |

|  | Victoria local |  | Empate |  | Derrota local |

#### Evolución de la clasificación
| Club            | 1  | 2  | 3  | 4  | 5  | 6  | 7  | 8  | 9  | 10 | 11 | 12 | 13 | 14 | 15 | 16 | 17 | 18 | 19 | 20 | 21 | 22 | 23 | 24 | 25 | 26 |
| --------------- | -- | -- | -- | -- | -- | -- | -- | -- | -- | -- | -- | -- | -- | -- | -- | -- | -- | -- | -- | -- | -- | -- | -- | -- | -- | -- |
| SU Agen         | 14 | 10 | 12 | 9  | 12 | 12 | 13 | 12 | 13 | 13 | 12 | 13 | 13 | 13 | 13 | 12 | 12 | 12 | 12 | 12 | 12 | 12 | 12 | 12 | 12 | 12 |
| Bordeaux-Bègles | 3  | 6  | 8  | 10 | 9  | 7  | 8  | 5  | 8  | 7  | 6  | 5  | 4  | 7  | 5  | 5  | 5  | 6  | 4  | 6  | 6  | 6  | 8  | 9  | 9  | 10 |
| Castres         | 6  | 3  | 5  | 3  | 5  | 4  | 5  | 9  | 7  | 6  | 7  | 6  | 9  | 8  | 8  | 8  | 7  | 5  | 3  | 5  | 5  | 5  | 4  | 5  | 5  | 7  |
| Clermont        | 1  | 1  | 1  | 1  | 1  | 1  | 1  | 1  | 1  | 1  | 1  | 1  | 1  | 1  | 2  | 2  | 2  | 2  | 2  | 2  | 2  | 2  | 2  | 2  | 2  | 2  |
| FC Grenoble     | 10 | 12 | 13 | 13 | 13 | 13 | 11 | 11 | 11 | 11 | 13 | 12 | 11 | 12 | 12 | 13 | 13 | 13 | 13 | 13 | 13 | 13 | 13 | 13 | 13 | 13 |
| Lyon OU         | 8  | 11 | 9  | 5  | 7  | 5  | 3  | 5  | 4  | 8  | 4  | 7  | 5  | 5  | 4  | 4  | 3  | 3  | 5  | 3  | 3  | 3  | 3  | 3  | 3  | 3  |
| Montpellier HRC | 9  | 5  | 7  | 11 | 8  | 6  | 4  | 7  | 9  | 9  | 9  | 9  | 8  | 9  | 9  | 9  | 9  | 9  | 9  | 9  | 9  | 9  | 7  | 7  | 6  | 6  |
| Stade Français  | 2  | 2  | 4  | 2  | 2  | 2  | 2  | 2  | 3  | 5  | 8  | 6  | 7  | 4  | 6  | 6  | 6  | 8  | 8  | 8  | 7  | 8  | 9  | 8  | 8  | 8  |
| Section Paloise | 12 | 8  | 6  | 8  | 10 | 10 | 10 | 10 | 10 | 10 | 11 | 11 | 12 | 10 | 10 | 10 | 11 | 11 | 11 | 11 | 11 | 11 | 11 | 11 | 11 | 11 |
| USA Perpignan   | 13 | 13 | 14 | 14 | 14 | 14 | 14 | 14 | 14 | 14 | 14 | 14 | 14 | 14 | 14 | 14 | 14 | 14 | 14 | 14 | 14 | 14 | 14 | 14 | 14 | 14 |
| Racing 92       | 4  | 7  | 2  | 6  | 3  | 3  | 7  | 4  | 5  | 3  | 5  | 4  | 6  | 6  | 7  | 7  | 8  | 7  | 6  | 4  | 4  | 4  | 5  | 6  | 4  | 4  |
| Stade Rochelais | 5  | 9  | 10 | 7  | 6  | 9  | 9  | 8  | 6  | 4  | 3  | 3  | 3  | 3  | 3  | 3  | 4  | 4  | 7  | 7  | 8  | 7  | 6  | 4  | 7  | 5  |
| RC Toulon       | 11 | 14 | 11 | 12 | 11 | 11 | 12 | 13 | 12 | 12 | 10 | 10 | 10 | 11 | 11 | 11 | 10 | 10 | 10 | 10 | 10 | 10 | 10 | 10 | 10 | 9  |
| Toulouse        | 7  | 4  | 3  | 4  | 4  | 8  | 6  | 3  | 2  | 2  | 2  | 2  | 2  | 2  | 1  | 1  | 1  | 1  | 1  | 1  | 1  | 1  | 1  | 1  | 1  | 1  |

### Fase eliminatoria
|  | Reclasificación | Reclasificación | Reclasificación  |             |    | Semifinales | Semifinales | Semifinales |  |   | Final            | Final | Final |  |
|  |                 |                 |                  |             |    |             |             |             |  |   |                  |       |       |  |
|  |                 |                 |                  |             |    |             |             |             |  |   |                  |       |       |  |
|  |                 |                 |                  |             |    |             |             |             |  |   |                  |       |       |  |
|  |                 |                 |                  |             |    |             |             |             |  |   |                  |       |       |  |
|  |                 |                 |                  |             |    |             |             |             |  |   |                  |       |       |  |
|  |                 | 1               | Stade Toulousain | 20          |    |             |             |             |  |   |                  |       |       |  |
|  |                 |                 |                  | 20          |    |             |             |             |  |   |                  |       |       |  |
|  |                 |                 | 5                | La Rochelle | 6  |             |             |             |  |   |                  |       |       |  |
|  | 4               | Racing 92       | 5                | La Rochelle | 6  | 13          |             |             |  |   |                  |       |       |  |
|  | 4               | Racing 92       |                  |             |    |             |             |             |  |   |                  |       |       |  |
|  | 5               | La Rochelle     | 19               |             |    |             |             |             |  |   |                  |       |       |  |
|  | 5               | La Rochelle     | 19               |             |    |             |             |             |  | 1 | Stade Toulousain | 24    |       |  |
|  |                 |                 |                  |             |    |             |             |             |  | 1 | Stade Toulousain | 24    |       |  |
|  |                 |                 | 2                | Clermont    | 18 |             |             |             |  |   |                  |       |       |  |
|  | 3               | Lyon            | 2                | Clermont    | 18 | 21          |             |             |  |   |                  |       |       |  |
|  | 3               | Lyon            |                  |             |    |             |             |             |  |   |                  |       |       |  |
|  | 6               | Montpellier     | 16               |             |    |             |             |             |  |   |                  |       |       |  |
|  | 6               | Montpellier     | 16               |             | 2  | Clermont    | 33          |             |  |   |                  |       |       |  |
|  |                 |                 |                  |             | 2  | Clermont    | 33          |             |  |   |                  |       |       |  |
|  |                 |                 | 3                | Lyon        | 13 |             |             |             |  |   |                  |       |       |  |
|  |                 |                 | 3                | Lyon        | 13 |             |             |             |  |   |                  |       |       |  |
|  |                 |                 |                  |             |    |             |             |             |  |   |                  |       |       |  |
|  |                 |                 |                  |             |    |             |             |             |  |   |                  |       |       |  |
|  |                 |                 |                  |             |    |             |             |             |  |   |                  |       |       |  |
|  |                 |                 |                  |             |    |             |             |             |  |   |                  |       |       |  |